# Biner vegyületek
A biner vegyületek két különböző elem vegyületei. A szénhidrogének kivételével szervetlen vegyületek. Leggyakoribb és legismertebb csoportjaik az oxidok és halogenidek, de ide tartoznak a szulfidok, karbidok, nitridek stb. Nevük végződése (a szénhidrogének kivételével) -id.

## Sószerű binerek
Heteropoláris vegyületekben az elektropozitív alkotórész áll a név első helyén, pl. nátrium-klorid, ezüst-szulfid.
A hidrogén biner vegyületei bizonyos esetekben úgy is elnevezhetők, hogy a másik elem nevéhez az -án végződést kapcsoljuk. Használatos három triviális név is hidrogén binerekre: víz, ammónia és hidrazin.
Több azonos atompárból álló vegyület megkülönböztetésére használják a Stock-féle jelölésrendszert(en): az elem neve után kerek zárójelbe tett római számmal adjuk meg az oxidációs számot, a képletben pedig jobb felső római számú indexként.
Pl. FeCl2 (FeIICl2) neve vas(II)-klorid, FeCl3 neve (FeIIICl3) vas(III)-klorid.
Az ion töltését az ion neve után zárójelbe tett előjeles arab számmal is meg lehet adni (Ewens–Bassett jelölés). Pl. FeCl2 neve ezzel a jelöléssel vas(2+)-klorid.

## Nemfémes binerek
Az apoláris vegyületek nevében azt az elemet írjuk előrébb, amely a következő felsorolásban előbb áll:
Rn, Xe, Kr, B, Si, C, Sb, As, P, N, H, Te, Se, S, At, I, Br, Cl, O, F.
Pl. oxigén-fluorid(en) (és nem fluor-oxid).
A vegyületek nevében görög szavak/szótagok jelzik az atomok számát. Pl. P4O10 neve tetrafoszfor-dekaoxid.

## Fémes binerek
Fémek egymás közötti vegyületeinek képletében az összetevők vegyjelét (az Sb-t is beleértve) ábécé rendben írjuk.
A cézium-auridban az arany negatív töltésű, a halogenidionokhoz hasonlóan viselkedik. Sószerű vegyületnek tekintjük, ezért áll a cézium az első helyen a névben. Hasonló a helyzet a gallium-arzenid esetén.